# Chinaia bidentata
Chinaia bidentata är en insektsart som beskrevs av Chiamolera och Rodney Ramiro Cavichioli 2002. Chinaia bidentata ingår i släktet Chinaia och familjen dvärgstritar. Inga underarter finns listade i Catalogue of Life.